# Thomas Parke Hughes
Pour les articles homonymes, voir Thomas Hughes.
Thomas Parke Hughes né le 13 septembre 1923 et mort le 3 février 2014 est un historien des technologies américain. Il est professeur d'histoire émérite de l'université de Pennsylvanie et professeur invité au MIT et à l'université Stanford.

## Biographie
Il obtient son Ph.D. de l'université de Virginie en 1953. Par la suite, il fonde la Society for the History of Technology avec John B. Rae, Carl W. Condit et Melvin Kranzberg. En 1983, il fait paraître Networks of Power, un ouvrage portant sur le développement des réseaux d'électricité en tenant compte des multiples réseaux qui interviennent dans cette technologie, c'est-à-dire les réseaux des connaissances scientifiques et techniques, les réseaux institutionnels (entreprises, pouvoir politique, banques, etc.), les réseaux de clients et les réseaux de pouvoir et d'influence qui se constituent. Ce type d'analyse en termes de réseau aura une influence considérable sur le domaine de la construction sociale des technologies de même que sur la théorie de l'acteur-réseau. Hugues a introduit plusieurs concepts dans ses travaux tels le « technological momentum », le « déterminisme technologique », la notion de « large technical systems », de « reverse salient » et la théorie des systèmes (appliquée à l'histoire des technologies).

## Publications
- Networks of Power: Electrification in Western Society, 1880-1930, Baltimore: Johns Hopkins University Press, 1983.
- avec Wiebe E. Bijker et Trevor J. Pinch (éd.), The Social Construction of Technological Systems: New Directions in the Sociology and History of Technology, Cambridge, MA: M.I.T. Press, 1987.
- avec Renate Mayntz (éd.), The Development of Large Technical Systems, Frankfurt am Main: Boulder, CO ; Campus Verlag; Westview Press, 1988.
- American Genesis: A Century of Invention and Technological Enthusiasm, 1870-1970, New York, NY: Viking, 1989.
- avec Agatha C. Hughes (éd.), Lewis Mumford: Public Intellectual,  New York: 1990.
- Rescuing Prometheus, New York: Pantheon Books, 1998.
- Human-Built World: How to Think About Technology and Culture.  Chicago, IL: University of Chicago Press, 2004.